# جريدة نيويورك تريبيون
جريدة نيويورك تريبيون هي جريدة نشرت لأول مرة في عام 1841.